# 大崎映晋
大崎 映晋（おおさき えいしん、1920年〈大正9年〉6月21日- 2015年〈平成27年〉）は日本の水中写真家・水中考古学者・海女文化研究家。中央大学経済学部卒業、東京藝術大学油絵画科中退。1938年（昭和13年）、トレジャー・ダイバーの第一人者片岡弓八に師事し、海軍水路部勤務などを経て、戦後は名取洋之助の門下に入り、水中写真家として国内外の映画の水中撮影を数多く手掛ける。1960年から1961年（昭和35年-36年）、サンタモニカ国際写真コンクールにてアカデミー賞受賞。1970年（昭和45年）、ジャック・マイヨールが伊豆半島でフリー・ダイビングの世界新記録を出した時に彼をサポートし、以後、ジャックと交遊を続ける。元世界水中連盟（CMAS）日本代表。

## 経歴
1920年（大正9年）6月21日、群馬県前橋市に誕生。父与平治（よへいじ）、母りうの長男。
敷島小学校、旧制前橋中学校と進学。旧制前橋中学校は三鷹の軍需工場の臨時建設職員として働く。
三鷹の工場で臨時工員をやりながら、トレジャー・ダイビングの先駆者である片岡弓八に師事しダイビングを始める。その後、沈船や水中考古学に興味を持つが、それに関連する講座を持つ大学等がなく、海軍水路部（現海上保安庁海洋情報部）の海軍特別技術生徒を志願する。
1939年（昭和14年）3月、海軍特別技術生徒に合格する。1年間寮生活を送り、最優秀で終了後、海軍軍機室の要員として採用される。軍機室要員として働きながら中央大学に進学する。
1942年（昭和17年）12月、中央大学経済学部を繰り上げ卒業する。その後、東京美術大学（現東京藝術大学）油画科に合格。
1943年（昭和18年）4月、召集令状を受け取る。高崎連隊に出頭し、宇都宮師団の教育隊に配属され、一年間幹部候補生の教育を受ける。その後、沖縄守備隊への配属を命じられる。鹿児島に行き、独立混成第四十四旅団・第四十五旅団の一員として軍用富山丸に乗船するが、魚雷攻撃を受け沈没。泳ぎが得意だった映晋は生き延びるが、生存者は原隊3685名中、64名だった。上半身に大火傷を負い奄美陸軍病院から首里陸軍病院に移され通算4ヶ月で退院する。
1945年（昭和20年）8月15日、沖縄本島屋嘉米軍捕虜収容所に移送されるが、英会話能力があったために米憲兵将校より通訳に任命され約10ヶ月間通訳を行う。
1946年（昭和21年）6月、米軍のLST船で浦賀に帰還する。故郷に戻り、実家の農作業に従事し秋の収穫を終えた後に上京する。上京後は、休学していた東京美術大学に向かい数名の学生と共に大学内で生活する。大学に米空軍横田基地からサイン・ペインターのアルバイトの依頼があり、採用される。米空軍将校と懇意になり将校クラブに出入りするようになる。米軍の通訳兼案内係として漁船に乗りダイビングを行う。メンバーに功績が認められ米軍アミラル・クラブへの出入りが許される。アミラル・クラブはマッカーサーの意向によって作られた米軍幹部と日本指導層の非公式の意見交換の場だった。アミラル・クラブで賀陽宮恒憲王と出会い日本の食糧増産のために賀陽宮邸に居候しながらマッシュルーム栽培を行う。その後、GHQより呼び出され航路啓開部の現場の責任者となる。航路啓開部は海軍中将と元日本海軍の中将の下で沈船をサルベージ会社に引き上げさせた。航路啓開部に勤務中に米海軍中将にハワイ真珠湾攻撃に関与したパージ（追放・粛清）候補に挙がっている旨を知らされ潜伏して生活する。パージが解かれるまでの約3年間は青滝山の原生樹木で過ごした。
1948年（昭和23年）、米軍の四国地方司令官クラウン大佐より、パージが解けたので司令部に出頭するようにという通達を受ける。出頭後、クラウン大佐の顧問に任命される。マン大尉と共に四国各地へ民情視察へ向かう。
1950年（昭和25年）6月25日、朝鮮戦争が勃発。クラウン司令官顧問という身分のまま、呉の関西方面軍司令部兵站部の仕事を行う。
1950年（昭和25年）年末、クラウン大佐が少将に昇進し、司令官顧問の任が解かれる。漁業協同組合から、操船のための燃料である木炭の手配が要望され製炭事業を行う。製炭事業が軌道に乗ると、呉市近海の沈船の引き上げの依頼を受ける。
1952年（昭和27年）6月、妻とこどもふたりとともに、上京する。上京後に日本初の報道写真家と言われる名取洋之助に師事し弟子入りする。同じ門下に、土門拳、木村伊兵衛、藤本四八、秋山庄太郎、長野重一、東松照明がいた。水中撮影を行い名取に認められ、水中写真はこれからどんどん需要が増えるはずという名取のアドバイスでＧＰパブリシティという会社を設立する。岩波映画での水中撮影の仕事や映画会社5社から仕事の依頼が殺到した。やがて、国内の映画会社だけではなく、ハリウッドの各社をはじめ、ドイツのウッハー社、ババリア社、フランスのパテー社、ル・カン・アソシエ社、イタリアのバイラーティ社、香港のショーブラザーズ社からも水中撮影の依頼を受けるようになる。
その後、日本画の中村岳陵に師事し「読売アンデパンダン展」において金賞を獲得する。作品「天城三山」は読売新聞社主の正力松太郎が買い上げ正力と懇意になる。正力から「よみうりランド」の水族館、水中劇場の相談を受ける。
1957年（昭和32年）、伊豆の海女を撮った15分ぐらいの短編ドキュメンタリー映画「日本の海女」がカンヌ映画祭に出品され話題になる（岩波映画製作所の作品として出品されたので映晋の名前は出ていない）。
1958年（昭和33年）、茨城県東海村に日本初の原子力発電所が建造されることが決まり、日本海洋学会会長で東京大学教授の海洋学者・日高孝次をリーダーとする建設地沖合の海洋調査が行われる際に潜水調査班の責任者に就任。日高の海洋学教室で学んでいる東大の大学院生に潜水技術と調査技術を教えるのが映晋の役割だった。その後、日高と映晋は運輸大臣・木暮武太夫に海洋調査技術者の養成機能を含む国立海洋研究所の設立を訴え映晋は運輸大臣の私設顧問となる。国立海洋研究所構想は、文部省傘下の東京大学海洋研究所と運輸省傘下の海中開発技術協会に分割して実現された。東京大学海洋研究所の初代所長に日高孝次が就任し、東京大学海洋研究会が作られる。各種の海洋調査を大学院生が行う実習期間であり、映晋が指導した。
1960年（昭和35年）春、日活映画会社の堀久作社長（当時）からノーベル賞作家のパール・バック原作の『大津波（The Big Wave）』を日米共同で映画化することを告げられる。そして、その水中撮影をＧＰパブリシティが担当することになる。滞在中のパール・バックと出会い脚本に提案・修正をする。この時パール・バックから「必ず海女さんをテーマにした本を書くことを、指切りゲンマンにしてほしい。」と告げられ指切りゲンマンを行う。
1966年（昭和41年）、サンディエゴの世界水中写真コンテストのモノクロスチール写真部門でアカデミー賞を受賞。
1967年（昭和42年）、サンディエゴの世界水中写真コンテストのカラー写真部門でアカデミー賞を受賞。
1969年（昭和44年）8月8日、イタリア・シチリア島でジャック・マイヨールと出会う。ジャック・マイヨールから新記録樹立に向けて支援者、スポンサーを探すことの依頼を受ける。帰国後、ＮＥＴテレビ（現テレビ朝日）の社長に事の次第を話し、ジャック・マイヨールへの支援が決まる。ジャックは来日し伊豆海洋公園ダイビングセンターでトレーニングを行った。ジャックが伊豆で世界新記録に挑戦するという話が広まり、全国各地のダイバーが集結した。ジャックは禅寺・大江院に毎日参禅した。その後、ジャック・マイヨールは76メートルの素潜りを行い世界新記録を樹立する。1976年11月、ジャック・マイヨールは人類で初めて100メートルの深海に到達した。
1974年（昭和49年）8月、ブルーノ・バイラーティと映画『青い海底大陸』製作。
1976年（昭和51年）8月、バイラーティと映画『海の百科事典』製作。
1978年（昭和53年）4月、台湾政府より招聘され、台北に2年間居住。中国文化大学大学院教授就任。
1981年（昭和56年）、北マリアナ連邦政府の要請によりサイパン海域レジャー開発企画調査。サイパン政府より開発顧問を委託。
1982年（昭和57年）8月、腸閉塞で倒れ、入院、緊急手術が行われる。
1990年（平成2年）、ライフワークであった『世界水中考古学事典』が完成する。
1994年（平成6年）、腸閉塞が再発する。
2015年（平成27年）、死去。享年95。

## 関連書籍
- 『海底探検30年―たった一人日本の底を行く 』平和新書、1963年
- 『潜水教室』東京中日新聞出版局、1964年
- 『やまめを追って―わが六十五年の心ふるえる回想記』大崎映晋、1991年
- 『もうひとつの昭和史 赤の本―漫画で読む昭和を生きた偉人伝』田埜 哲文/著、二宮 亮三/作画、集英社ヤングジャンプコミックス、2005年
- 『潜る人―ジャック・マイヨールと大崎映晋』佐藤嘉尚、文藝春秋、2006年
- 『潜り人、92歳。』新人物往来社、2012年[1]
- 『海女(あま)のいる風景』自由国民社、2013年[2]
- 『人魚たちのいた時代―失われゆく海女文化』成山堂書店、2013年